# Sociotropia
Sociotropia é uma personalidade caracterizada pelo excesso de investimento nas relações interpessoais e normalmente estudados no campo da psicologia social.
As pessoas sociotrópicas tendem a ter uma forte necessidade de aceitação social, o que faz com que sejam excessivamente carinhosas para com as pessoas com quem não têm relações próximas. A sociotropia pode ser vista como o oposto da autonomia, porque aqueles com sociotropia estão preocupados com relacionamentos interpessoais, enquanto aqueles com autonomia estão mais preocupados com a independência e não se importam tanto com os outros. A sociotropia tem sido correlacionada com a orientação do papel sexual feminino em muitos experimentos de pesquisa. 
A sociotropia é notável na medida em que interage com o estresse interpessoal ou com a experiência traumática para influenciar a depressão subsequente.

## Autocontrole
Indivíduos sociotrópicos reagem diferentemente quando confrontados com situações que envolvem autocontrole. Os indivíduos sociotrópicos consomem mais alimentos ou tentam igualar os hábitos alimentares de seus colegas quando acreditam que isso faz com que os colegas se sintam mais à vontade. Isso costuma ser hipotetizado como resultado do indivíduo tentar obter aprovação e evitar a rejeição social. A pressão social e a dependência podem causar uma perda de autocontrole em um indivíduo, especialmente se eles não tiverem consciência de seu desejo de aceitação social. 